# Teorema Weierstrass-Bolzano
În analiza matematică, teorema Weierstrass-Bolzano exprimă o proprietate esențială a topologiei numerelor reale.
Este asociată matematicienilor Karl Weierstrass și Bernard Bolzano.

## Enunț
O submulțime mărginită și infinită de numere reale are cel puțin un punct de acumulare.

## Demonstrație
Fie A o mulțime mărginită și infinită de numere reale.
Există {\displaystyle a,b\in \mathbb {R} \!} cu {\displaystyle a<x<b\!} pentru orice {\displaystyle x\in A.\!}
Luăm {\displaystyle a_{0}=a,\;b_{0}=b\!} și considerăm {\displaystyle c={\frac {a_{0}+b_{0}}{2}}.\!}
Cel puțin unul din intervalele {\displaystyle [a_{0},c],[c,b_{0}]\!} conține o infinitate de elemente din A.
Se notează acest interval prin {\displaystyle [a_{1},b_{1}].\!}
Deci {\displaystyle [a_{1},b_{1}]\subset [a_{0},b_{0}]\!} și că {\displaystyle b_{1}-a_{1}={\frac {b-a}{2}}.\!}
Repetând raționamentul, rezultă o familie de intervale {\displaystyle I_{n}=[a_{n},b_{n}]\!} cu proprietățile:
a) {\displaystyle I_{n+1}\subset I_{n},\;\forall n\in \mathbb {N} \!}
b) {\displaystyle b_{n}-a_{n}={\frac {b-a}{2^{n}}}.\!}
Prima proprietate permite aplicarea principiului Cantor-Dedekind, de unde va rezulta că intersecția familiei de intervale este nevidă, adică va conține intervalul {\displaystyle [\alpha ,\beta ]\!} ce apare în demonstrația principiului.
Folosind a doua proprietate și principiul lui Arhimede, se va arăta că intersecția familiei de intervale se reduce la un singur număr real, adică faptul că {\displaystyle \alpha =\beta .\!}
Din {\displaystyle a_{n}<\alpha <\beta <b_{n}\!} pentru orice {\displaystyle n\in \mathbb {N} \!} rezultă că:
{\displaystyle \beta -\alpha <b_{n}-a_{n}<{\frac {b-a}{2^{n}}},\;\forall n\in \mathbb {N} \!}
și se obține:
{\displaystyle 2^{n}(\beta -\alpha )<b-a,\;\forall n\in \mathbb {N} .\!}
Aplicând principiul lui Arhimede pentru {\displaystyle x=b-a\!} și pentru {\displaystyle y=\beta -\alpha >0\!} rezultă că există {\displaystyle n\in \mathbb {N} \!} cu:
{\displaystyle b-a<n(\beta -\alpha )<2^{n}(\beta -\alpha )\!}
fapt ce contrazice inegalitatea stabilită anterior, respectiv:
{\displaystyle 2^{n}(\beta -\alpha )<b-a,\;\forall n\in \mathbb {N} .\!}
Se notează prin {\displaystyle x_{0}\!} valoarea comună a lui {\displaystyle \alpha \!} și {\displaystyle \beta .\!}
Pentru aceasta se demonstrează că {\displaystyle x_{0}\!} este punct de acumulare pentru mulțimea A.
Fie {\displaystyle V=(x_{0}-\varepsilon ,x_{0}+\varepsilon )\!} o vecinătate a lui {\displaystyle x_{0}.\!}
Se demonstrează mai întâi că există {\displaystyle a_{n}\!} și {\displaystyle b_{m}\!} cu
{\displaystyle x_{0}-\varepsilon <a_{n}<b_{m}<x_{0}+\varepsilon .\!}
Dacă pentru orice n avem că {\displaystyle a_{n}<x_{0}-\varepsilon \!} atunci obținem că {\displaystyle [x_{0}-\varepsilon ,x_{0}]\subseteq [a_{n},b_{n}]\!} pentru orice n deci ar rezulta că intersecția intervalelor nu se reduce la un punct.
Similar se obține existența lui {\displaystyle b_{m}\!} cu proprietatea menționată.
În fapt, inegalitățile:
{\displaystyle x_{0}-\varepsilon <a_{n}<b_{m}<x_{0}+\varepsilon \!}
rezultă imediat și din construcția lui {\displaystyle \alpha \!} și {\displaystyle \beta .\!}
Fie în continuare {\displaystyle k=\max\{n,m\}.\!}
Avem inegalitățile:
{\displaystyle x_{0}-\varepsilon <a_{n}<a_{k}<b_{k}<b_{m}<x_{0}+\varepsilon \!}
și deoarece intervalul {\displaystyle [a_{k},b_{k}]\!} conține o infinitate de elemente din mulțimea A, rezultă că {\displaystyle x_{0}\!} este un punct de acumulare al mulțimii.